# Roar Ljøkelsøy
Roar Ljøkelsøy (n. 31 mai 1976, Comuna Orkdal, Sør-Trøndelag, Norvegia) este un fost săritor cu schiurile norvegian.

## Biografie
A realizat primele sărituri la vârsta de nouă ani, sub supervizarea lui Terje Nyhus. Doi ani mai târziu a câștigat prima sa competiție, iar la 13 ani a devenit campion regional. La vârsta de 14/15 ani și-a încheiat cariera fotbalistică și s-a dus la Trondheim, unde a frecventat patru ani Heimdal Vidergaende Skole. În aceași iarnă a câștigat cupa norvegiană la juniori și s-a clasat pe locul 5 la campionatul mondial de juniori. Astfel a fost cooptat în echipa națională a Norvegiei, unde a debutat la 16 ani, câștigând în scurt timp primele sale puncte în Cupa mondială, la Planica. Au urmat ani în care nu a mai obținut nicio performanță notabilă. În 1995 s-a clasat pentru prima dată pe podium, tot la Planica, dar la scurt timp echipa Norvegiei a suferit o deziluzie, care a durat câțiva ani. Punctul culminant a fost atins la Jocurile Olimpice din 2002 de la Salt Lake City, când în competiția pe echipe Norvegia s-a clasat pe locul 9, după Corea.
După rezultatele dezastroase înregistrate de echipă, federația norvegiană a decis aducerea unui nou antrenor. Finlandezul Mika Kojonkoski a devenit astfel noul antrenor al echipei naționale a Norvegiei. El a organizat numeroase competiții la nivel național, pentru căutarea și promovarea unor noi talente.
Venirea lui Mika Kojonkoski la cârma echipei, a fost urmată de numeroase succese. La Campionatul mondial de zbor cu schiurile de la Planica din 2004 echipa Norvegiei s-a clasat pe primul loc, iar Ljøkelsøy a câștigat medalia de aur în competiția individuală. În Cupa mondială a încheiat sezonul 2003/2004 pe locul secund, după o strânsă competiție cu Janne Ahonen, rezultat obținut și în sezonul următor. La Campionatul mondial de schi nordic de la Oberstdorf din 2005 a reușit să câștige medalia de argint în competiția individuală pe trambulina mare și medalia de bronz cu echipa. La Campionatul mondial de zbor cu schiurile de la Bad Mitterndorf din 2004 și-a apărat titlul cucerit în 2004 și-a câștigat și medalia de aur cu echipa. Ljøkelsøy este astfel singurul săritor cu schiurile care a obținut mai mult de două medalii de aur la campionatul mondial de zbor cu schiurile.
La Jocurile Olimpice de la Torino din 2006, Ljøkelsøy a câștigat medalia de bronz pe trambulina normală și a ocupat locul 4 pe trambulina mare. La campionatul mondial de schi nordic de la Sapporo din 2007 a câștigat medalia de bronz la individual și medalia de argint cu echipa.
Ljøkelsøy este tatăl unui băiat, pe nume Sokrates (* 25 aprilie 2004).

## Performanțe

### Jocurile Olimpice
- Jocurile Olimpice din 2006 de la Torino
  - Bronz, la individual pe trambulina normală
  - Bronz, cu echipa pe trambulina mare

### Campionatul mondial
- Campionatul mondial de zbor cu schiurile, Planica 2004
  - Aur, la individual
  - Aur, cu echipa
- Campionatul mondial de schi nordic , Oberstdorf 2005
  - Argint, la individual pe trambulina mare
  - Bronz, cu echipa pe trambulina mare
- Campionatul mondial de zbor cu schiurile, Bad Mitterndorf 2006
  - Aur la individual
  - Aur cu echipa
- Campionatul mondial de schi nordic, Sapporo 2007
  - Bronz, la individual pe trambulina mare
  - Argint, cu echipa pe trambulina mare

### Turneul celor patru trambuline
- Locul 3: 2005/06

### Cupa mondială

#### Clasare la final de sezon
- sezon 1992/1993: 53.
- sezon 1993/1994: 17.
- sezon 1994/1995: 33.
- sezon 1995/1996: 15.
- sezon 1996/1997: 13.
- sezon 1997/1998: 32.
- sezon 1998/1999: 29.
- sezon 1999/2000: 29.
- sezon 2000/2001: 28.
- sezon 2001/2002: 35.
- sezon 2002/2003: 9.
- sezon 2003/2004: 2.
- sezon 2004/2005: 2.
- sezon 2005/2006: 4.
- sezon 2006/2007: 14.
- sezon 2007/2008: 37.
- sezon 2008/2009: 25.
- sezon 2009/2010: 30.

#### Etape câștigate
1. Japonia Sapporo – 21 ianuarie 2003
2. Norvegia Trondheim – 6 decembrie 2003
3. Elveția Engelberg – 20 decembrie 2003
4. Japonia Sapporo – 24 ianuarie 2004
5. Japonia Sapporo – 25 ianuarie 2004
6. Germania Oberstdorf – 7 februarie 2004
7. Norvegia Lillehammer – 12 martie 2004
8. Norvegia Oslo/Holmenkollen – 14 martie 2004
9. Polonia Zakopane – 29 ianuarie 2005
10. Japonia Sapporo – 6 februarie 2005
11. Japonia Sapporo – 22 ianuarie 2006

#### Clasări pe podium
1. Slovenia  Planica – 10 decembrie 1995 (locul 2)
2. Japonia Sapporo – 19 ianuarie 1997 (locul 2)
3. Germania Willingen – 2 februarie 1997 (locul 3)
4. Japonia Sapporo – 21 ianuarie 2003 (locul 1)
5. Norvegia Oslo/Holmenkollen – 9 martie 2003 (locul 2)
6. Norvegia Trondheim – 6 decembrie 2003 (locul 1)
7. Elveția Engelberg – 20 decembrie 2003 (locul 1)
8. Polonia Zakopane – 18 ianuarie 2004 (locul 1)
9. Japonia Sapporo – 24 ianuarie 2004 (locul 1)
10. Japonia Sapporo – 25 ianuarie 2004 (locul 1)
11. Germania Oberstdorf – 7 februarie 2004 (locul 1)
12. Germania Willingen – 14 februarie 2004 (locul 3)
13. Finlanda Lahti – 7 martie 2004 (locul 2)
14. Finlanda Kuopio – 10 martie 2004 (locul 2)
15. Norvegia Lillehammer – 12 martie 2004 (locul 1)
16. Norvegia Oslo/Holmenkollen – 14 martie 2004 (locul 1)
17. Cehia Harrachov – 12 decembrie 2004 (locul 2)
18. Germania Oberstdorf – 29 decembrie 2004 (locul 2)
19. Austria Tauplitz/Bad Mitterndorf – 15 ianuarie 2005 (locul 2)
20. Polonia Zakopane – 29 ianuarie 2005 (locul 1)
21. Polonia Zakopane – 30 ianuarie 2005 (locul 3)
22. Japonia Sapporo – 5 februarie 2005 (locul 3)
23. Japonia Sapporo – 6 februarie 2005 (locul 1)
24. Finlanda Lahti – 6 martie 2005 (locul 2)
25. Finlanda Kuopio – 9 martie 2005 (locul 2)
26. Slovenia  Planica – 20 martie 2005 (locul 2)
27. Germania Oberstdorf – 29 decembrie 2005 (locul 2)
28. Austria Bischofshofen – 6 decembrie 2006 (locul 3)
29. Japonia Sapporo – 21 ianuarie 2006 (locul 2)
30. Japonia Sapporo – 22 ianuarie 2006 (locul 1)
31. Slovenia  Planica – 18 martie 2006 (locul 2)
32. Polonia Zakopane – 20 ianuarie 2007 (locul 2)